# 岡谷市医師会附属准看護学院
岡谷市医師会附属准看護学院（おかやしいしかいふぞくじゅんかんごがくいん）は、長野県岡谷市に岡谷市医師会が設置した看護学校（各種学校）。2024年（令和6年）3月末で閉校した。

## 概要
1956年（昭和31年）5月に開校し、同年9月に長野県知事から各種学校の認可を受けて発足した。初代学院長は笠原亀之助。
1988年（昭和63年）2月28日には学院校舎が入る医師会館が竣工した。
定員割れが続いたことなどから、2022年（令和4年）に閉校を発表し、2024年（令和6年）2月29日に最後の卒業式と閉校式が行われた。

## 課程
- 修業年限2年（学年定員30人）[4]

## 学院歌
1986年（昭和61年）には岡谷市医師会設立50周年、附属准看護学院創立30周年記念式典を記念して学院歌（林裕平作詞、小口喜久雄作曲）が制定された。